# Bysjön (Boda socken, Dalarna)
Bysjön är en sjö i Rättviks kommun i Dalarna och ingår i Dalälvens huvudavrinningsområde. Sjön har en area på 0,206 kvadratkilometer och ligger 271 meter över havet. Sjön avvattnas av vattendraget Andån.

## Delavrinningsområde
Bysjön ingår i det delavrinningsområde (677306-146666) som SMHI kallar för Ovan Dalbäck. Medelhöjden är 283 meter över havet och ytan är 21,57 kvadratkilometer. Det finns ett avrinningsområde uppströms, och räknas det in blir den ackumulerade arean 36,83 kvadratkilometer. Andån som avvattnar avrinningsområdet har biflödesordning 3, vilket innebär att vattnet flödar genom totalt 3 vattendrag innan det når havet efter 374 kilometer. Avrinningsområdet består mestadels av skog (70 procent). Avrinningsområdet har 0,2 kvadratkilometer vattenytor vilket ger det en sjöprocent på 0,9 procent. Bebyggelsen i området täcker en yta av 1,49 kvadratkilometer eller 7 procent av avrinningsområdet.